# يوهانس ماير (لاعب كرة قدم)
يوهانس ماير (بالألمانية: Johannes Meier)‏ (24 سبتمبر 1984 في ألمانيا - ) هو لاعب كرة قدم ألماني في مركز الوسط. لعب مع .

## وصلات خارجية
- جوهانس ماير على موقع قاعدة بيانات كرة القدم.إي يو (الإنجليزية)
- جوهانس ماير على موقع بيانات كرة القدم. دي إي (الألمانية)